# Cyathus helenae
A Cyathus helenae, comumente conhecida como ninho de pássaro da Helena, é uma espécie de fungo do gênero  Cyathus da família Nidulariaceae. Como outros membros das Nidulariaceae, a C. helenae se assemelha a um pequeno ninho de pássaro cheio de "ovos", que são estruturas contendo esporos chamadas peridíolos. Ela foi inicialmente descrita pelo micologista Harold Brodie em 1966, que a encontrou crescendo em tálus de montanha em Alberta, Canadá. O ciclo de vida da C. helenae permite que ela se reproduza tanto sexualmente quanto assexuadamente. Uma das menores espécies de Cyathus, a C. helenae produz várias moléculas diterpenóides conhecidas como cyathinas.

## Taxonomia
A espécie foi inicialmente descrita pelo micologista Harold J. Brodie em 1966, que a coletou nas Montanhas Rochosas, em Alberta, Canadá, a uma altitude de 2.100 m. O epíteto específico dessa espécie foi dado por Brodie em homenagem à sua falecida esposa Helen.

## Descrição
A semelhança da Cyathus helenae com um ninho de pássaro em miniatura contendo ovos é o motivo de seu nome comum, fungo de ninho de pássaro. O basidioma, ou perídio, é obcônico, ou seja, tem o formato aproximado de um cone invertido ou um copo. O terço superior do perídio é bem alargado para fora e a abertura normalmente tem de 5 a 6 mm de largura, enquanto a altura é de 7 mm. A superfície externa do perídio, o ectoperídio, é de cor marrom-clara a cinza e coberta com aglomerados de hifas fúngicas que se assemelham a pelos. Esses pelos parecem estar agregados em grupos ("nodulares") e geralmente apontam para baixo. A superfície interna do perídio, o endoperídio, é lisa com uma superfície cinza a prateada e um pouco brilhante. Essa superfície interna também tem sulcos verticais fracos, mas distintos, conhecidos como plicações. Como em muitas outras espécies de Cyathus, o copo é preso à sua superfície de crescimento por um aglomerado de micélio chamado de embasamento; em C. helenae, o diâmetro do embasamento é normalmente mais largo do que o do perídio e frequentemente incorpora pedaços de "lixo orgânico".

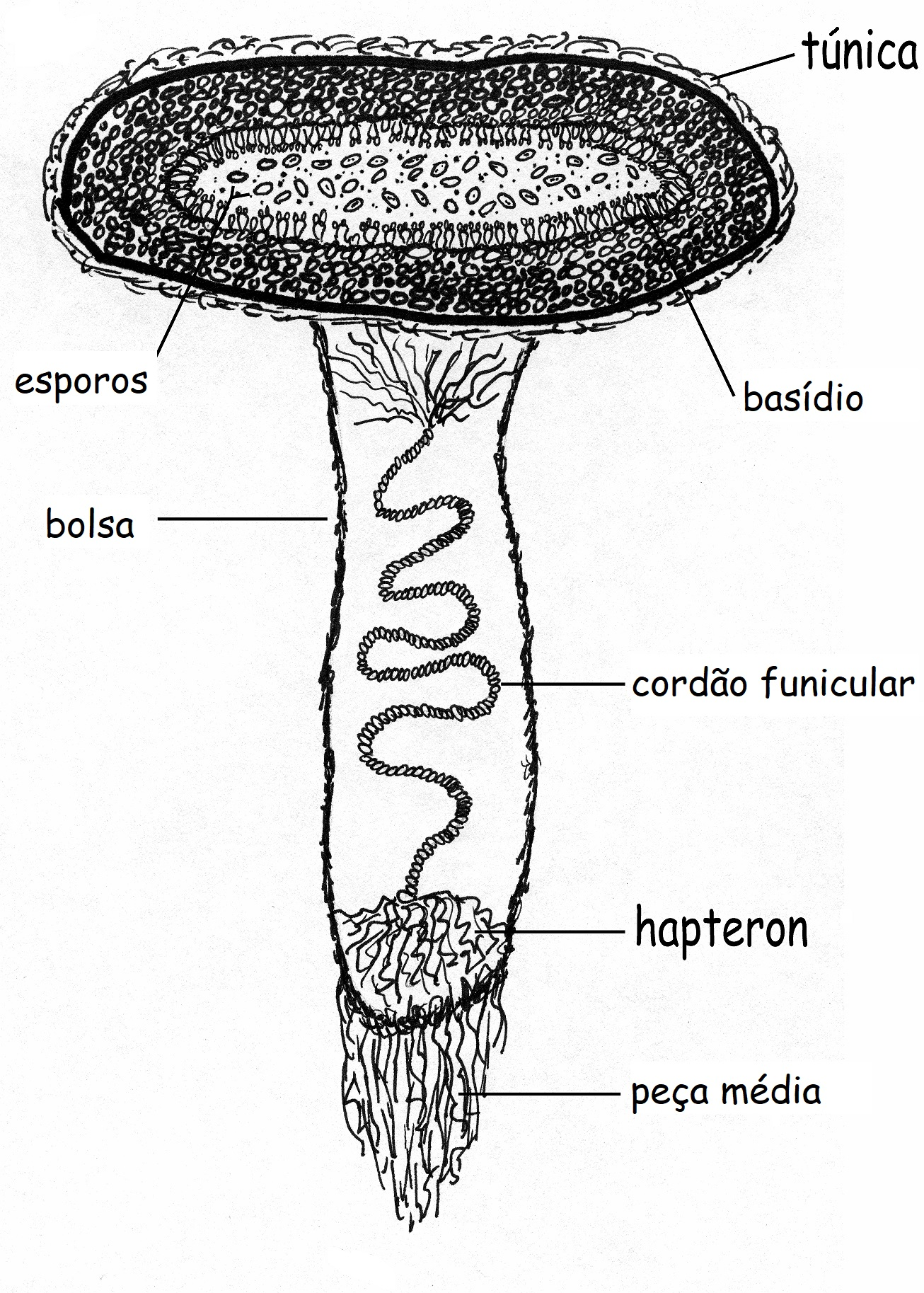
Um peridíolo e um funículo anexado em seção transversal

Os "ovos" do ninho - os peridíolos - têm 2 mm de diâmetro e são cobertos por uma túnica prateada (a camada de cobertura mais externa do peridíolo). Os peridíolos são fixados ao basidioma por um funículo, uma estrutura de hifas diferenciada em três regiões:  a parte basal, que o prende à parede interna do perídio, a peça média e a bolsa, conectada à superfície inferior do peridíolo. Na bolsa e na peça média há um fio enrolado de hifas entrelaçadas chamado de cordão funicular, preso em uma extremidade ao peridíolo e na outra a uma massa emaranhada de hifas chamada hapteron. Os esporos têm forma esférica ou ovoide, com dimensões de 12 a 14 μm de comprimento por 15 a 19 μm de largura. Eles tendem a ser ligeiramente mais estreitos em uma extremidade e geralmente têm uma parede com espessura de 1,5 μm.

### Espécies semelhantes
A Cyathus helenae se distingue da C. striatus, mais comum, por sua fraca plicação na superfície interna (a C. striatus tem uma plicação mais pronunciada), pela disposição nodular dos pelos na superfície externa e, microscopicamente, pelo formato do esporo - elipsoide na C. striatus, ovoide ou esferoidal na C. helenae.

## Ciclo de vida
O ciclo de vida da Cyathus helenae contém estágios haploides e diploides, típicos dos táxons dos basidiomicetos que podem se reproduzir assexuadamente (por meio de esporos vegetativos) ou sexualmente (por meiose). Os esporos produzidos nos peridíolos contêm um único núcleo haploide. Após a dispersão, os esporos germinam e se transformam em hifas homocarióticas, com um único núcleo em cada compartimento celular. Quando duas hifas homocarióticas de diferentes grupos de compatibilidade de acasalamento se fundem uma com a outra, elas formam um micélio dicariótico em um processo chamado plasmogamia. Após um período de tempo e sob as condições ambientais adequadas, os basidiomas podem ser formados a partir do micélio dicariótico. Esses basidiomas produzem peridíolos que contêm os basídios sobre os quais são formados novos esporos. Os basídios jovens contêm um par de núcleos haploides sexualmente compatíveis que se fundem, e o núcleo de fusão diploide resultante sofre meiose para produzir esporos haploides.

## Dispersão de esporos
Quando uma gota de água cai e atinge o interior do copo com o ângulo e a velocidade adequados, os peridíolos são ejetados no ar pela força da gota. A força da ejeção abre a bolsa e resulta na expansão do cordão funicular, anteriormente enrolado sob pressão na parte inferior da bolsa. Os peridíolos, seguidos pelo cordão funicular altamente adesivo e pelo hapteron basal, podem atingir um caule de planta próximo ou um galho. O hapteron se adere a ele e o cordão funicular se enrola em torno do galho da planta, impulsionado pela força do peridíolo ainda em movimento. Depois de secar, o peridíolo permanece preso à vegetação, onde pode ser comido por um animal herbívoro que esteja pastando e, posteriormente, depositado no esterco desse animal para continuar o ciclo de vida.

## Compostos bioativos

Estrutura da cyathina A_{3}

A Cyathus helenae produz uma série de compostos químicos diterpenoides conhecidos como cyathinas, que têm propriedades antibióticas contra a bactéria Staphylococcus aureus. A capacidade de produzir cyathinas - semelhante à de C. striatus e C. africanus - é limitada a cepas haploides. A estrutura química básica das cyathinas é quimicamente única e foi investigada por meio de ressonância magnética nuclear de carbono-13 (RMN de 13C); moléculas com essa estrutura também foram criadas sinteticamente.

## Habitat e distribuição
A espécie foi coletada pela primeira vez nas Montanhas Rochosas, em Alberta, Canadá, a uma altitude de 2.100 m. Ela foi encontrada crescendo entre as pequenas pedras planas do tálus rochoso, muitas vezes presa a restos apodrecidos ou secos de plantas alpinas. Sabe-se que essa espécie vive em habitats alpinos e boreais, bem como em áreas secas de Idaho. Em 1988, a C. helenae foi relatada pela primeira vez no México; em 2005, foi relatada crescendo em florestas tropicais na Reserva da Biosfera de Calakmul (Calakmul, México) e na Costa Rica. Em 2014, foi registrada no Brasil, o primeiro relato dessa espécie na América do Sul.

### Texto citado
Brodie HJ (1975). The Bird's Nest Fungi. Toronto, Canada: University of Toronto Press. ISBN 0-8020-5307-6